# Актант
Акта́нт (фр. actant — «действующий») в лингвистике — активный, значимый участник ситуации, речевая конструкция, заполняющая семантическую или синтаксическую валентность предиката.
Актант, как правило, обязательно сопровождает предикат; его опущение возможно только в ограниченных случаях и подчиняется специальным правилам. Противопоставлен сирконстанту как необязательному участнику ситуации. Термин введён в обиход французским лингвистом Л. Теньером в 1930-х—1950-х годах для уточнения традиционных понятий «дополнение» и «обстоятельство».